# Caderzone Terme
Caderzone Terme (im lokalen Dialekt: Cadarciùn) ist eine italienische Gemeinde mit 695 Einwohnern (Stand 31. Dezember 2023) im Val Rendena in der Provinz Trient, am rechten Flussufer der Sarca. 

## Geografie
Der Ort liegt etwa 30 km nordwestlich von Trient in einer Talsenke zwischen der Brenta-Gruppe und der vergletscherten Adamello-Presanella-Gruppe. 
Nachbargemeinden sind Pinzolo, Strembo, Bocenago, Massimeno, Spiazzo, Carisolo und Giustino.

## Geschichte
Caderzone wurde Anfang des 14. Jahrhunderts von der Adelsfamilie Lodron gegründet. 2006 wurde nach einem Referendum an den Ortsnamen der Begriff Terme (dt. Bad) angehängt.  

### Bevölkerungsentwicklung
Heutzutage leben in Caderzone 695 Einwohner (Stand 31. Dezember 2023). In den Sommermonaten verdoppelt sich die Einwohnerzahl durch die vielfach touristisch genutzten Ferienhäuser.

## Partnerschaft
Caderzone Terme pflegt eine Partnerschaft zu der österreichischen Gemeinde Weißbach bei Lofer im Bezirk Salzburg-Umgebung und zu Sassofeltrio in den Marken.